# ROC Charleroi-Marchienne
Der Royal Olympic Club de Charleroi-Marchienne ist ein belgischer Fußballverein aus der Stadt Charleroi in der Provinz Hennegau.

## Geschichte
Der Klub wurde am 20. September 1911 als Olympic Club Caroloregian Lodelinsart gegründet. 1937 erfolgte die Umbenennung in Royal Olympic Club Charleroi.
Zwischen 1972 und 1982 hieß der Club R.O.C. de Montignies-sur-Sambre.
Seit der Fusion des Royal Olympic Club mit Royal Association Marchienne im Jahre 2000 trägt der Verein seinen jetzigen Namen.
Der ROC gehörte zwischen 1937 und 1963 mit Ausnahme der Saison 1955/56 der höchsten belgischen Spielklasse an. Beste Platzierung war die Vizemeisterschaft 1947. In den Jahren 1967 und 1974 schaffte der Club den Wiederaufstieg, musste aber jeweils nach nur einer Spielzeit absteigen.

## Trainer
- Alexandre Czerniatynski (2010–2011)